# Sezon grypowy
Sezon grypowy – coroczny, powtarzający się czas, charakteryzujący się występowaniem ognisk grypy. Sezon ten występuje w chłodniejszej połowie roku. Aktywność grypy można niekiedy przewidzieć, a nawet śledzić ją geograficznie. Podczas gdy początek dużej aktywności grypy w każdym sezonie różni się w zależności od lokalizacji, w każdym konkretnym miejscu te niewielkie epidemie trwają zazwyczaj około 3 tygodni do osiągnięcia szczytu, a kolejne 3 tygodnie do znacznego zmniejszenia się.

## Przyczyny
Trzy rodziny wirusów, typu A, typu B i typu C, są głównymi czynnikami zakaźnymi wywołującymi grypę. W okresach chłodniejszych temperatur liczba przypadków grypy wzrasta około dziesięciokrotnie. Pomimo wyższej zachorowalności na grypę w trakcie sezonu, wirusy są faktycznie przenoszone przez całe populacje przez cały rok.
Każdy roczny sezon grypowy jest zwykle związany z głównym podtypem wirusa grypy. Związany z tym podtyp zmienia się każdego roku z powodu rozwoju odporności immunologicznej na szczep z poprzedniego roku (poprzez narażenie i szczepienia) oraz zmian mutacyjnych uśpionych wcześniej szczepów wirusów.
Dokładny mechanizm stojący za sezonowym charakterem ognisk grypy nie jest znany. Niektóre z proponowanych wyjaśnień są następujące:
- Zimą ludzie częściej przebywają w pomieszczeniach zamkniętych, częściej pozostają w bliskim kontakcie, a to sprzyja transmisji od osoby do osoby.

- Sezonowy spadek ilości promieniowania ultrafioletowego może zmniejszyć prawdopodobieństwo uszkodzenia lub zabicia wirusa w wyniku bezpośredniego uszkodzenia przez promieniowanie lub skutków pośrednich (tj. stężenia ozonu), zwiększając prawdopodobieństwo zakażenia.

- Niskie temperatury prowadzą do wysuszenia powietrza, które może odwodnić błony śluzowe, uniemożliwiając organizmowi skuteczną obronę przed zakażeniami wirusem układu oddechowego[2][3][4].

- Wirusy zachowują się w zimniejszych temperaturach z powodu wolniejszego rozkładu, dlatego dłużej pozostają na odsłoniętych powierzchniach (gałki do drzwi, blaty itp.).

- W krajach, w których dzieci nie chodzą latem do szkoły, sezon grypowy zaczyna się wyraźniej, co zbiega się w czasie z rozpoczęciem nauki w szkole. Uważa się, że środowisko to jest idealne do rozprzestrzeniania się chorób.

Produkcja witaminy D z ultrafioletu w skórze zmienia się wraz z porami roku i wpływa na układ odpornościowy.
Badania przeprowadzone na kawiach domowych wykazały, że przenoszenie wirusa w aerozolu jest wzmożone, gdy powietrze jest zimne i suche. Zależność od suchości wydaje się być spowodowana degradacją cząsteczek wirusa w wilgotnym powietrzu, podczas gdy zależność od zimna wydaje się być spowodowana przez zakażonych żywicieli wydalających wirusa przez dłuższy czas. Badacze nie stwierdzili, aby zimno osłabiało odpowiedź immunologiczną kawii domowych na wirusa.
Badania przeprowadzone przez National Institute of Child Health and Human Development (NICHD) w 2008 w Stanach Zjednoczonych wykazały, że wirus grypy ma powłokę podobną do masła. Powłoka ta topi się, gdy przedostaje się do dróg oddechowych. Zimą powłoka staje się twardą powłoką, dzięki czemu może przetrwać w mroźnych warunkach pogodowych, podobnych do zarodnika. W lecie powłoka topi się, zanim wirus dostanie się do dróg oddechowych.

## Czas
W Stanach Zjednoczonych za sezon grypowy uważa się okres od października do maja. Sezon grypowy zwykle osiąga swój szczyt w lutym. W Australii za sezon grypowy uważa się okres od maja do października. Szczyt sezonu grypowego przypada zwykle na sierpień.
Sezony grypowe istnieją również w tropikach i subtropikalnych, ale zazwyczaj są mniej wyraźne. W Hongkongu, który ma wilgotny klimat podzwrotnikowy, sezon na grypę trwa od grudnia do marca, zimą i wczesną wiosną.

## Szczepienia przeciw grypie
Szczepienia przeciwko grypie zmniejszają skutki sezonu grypowego, a szczepienia przeciwko zapaleniu płuc dodatkowo zmniejszają skutki i powikłania sezonu grypowego. Ponieważ na półkuli północnej i południowej panuje zima o różnych porach roku, w rzeczywistości są dwa sezony grypowe w roku. Dlatego też Światowa Organizacja Zdrowia opracowuje dwa preparaty szczepionek rocznie: jeden dla półkuli północnej, a drugi dla południowej.
Corocznie aktualizowana trójwartościowa szczepionka przeciwko grypie składa się ze składników glikoprotein powierzchniowych hemaglutyniny pochodzących z wirusów grypy H3N2, H1N1 i typu B. Dominującym szczepem w styczniu 2006 był H3N2. Zmierzona oporność na standardowe leki przeciwwirusowe amantadynę i rymantadynę w H3N2 wzrosła z 1% w 1994 roku do 12% w 2003 roku i 91% w 2005 roku.

## Warunki zdrowotne, które mogą powodować powikłania
Warunki medyczne, które zagrażają układowi odpornościowemu, zwiększają ryzyko wystąpienia grypy.

### Cukrzyca
Miliony ludzi mają cukrzycę. Kiedy poziom cukru we krwi nie jest dobrze kontrolowany, u chorych na cukrzycę może szybko dojść do wielu powikłań. Cukrzyca powoduje podwyższony poziom cukrów we krwi, a to pozwala na rozwój wirusów i bakterii.
Jeśli poziom cukru we krwi jest słabo kontrolowany, łagodna grypa może szybko stać się ciężka, prowadząc do hospitalizacji, a nawet śmierci. Niekontrolowane cukry we krwi tłumią układ odpornościowy i na ogół prowadzą do cięższych przypadków przeziębienia lub grypy. Dlatego też zaleca się zaszczepienie chorych na cukrzycę przed rozpoczęciem sezonu grypowego.

### Astma/POChP
Zaleca się, aby astmatycy i chorzy na POChP byli szczepieni przeciwko grypie przed sezonem grypowym. U osób cierpiących na astmę mogą wystąpić zagrażające życiu powikłania spowodowane grypą i powszechnymi wirusami przeziębieniowymi. Niektóre z tych powikłań obejmują zapalenie płuc, ostre zapalenie oskrzeli i zespół ostrej niewydolności oddechowej.
Każdego roku w USA komplikacje związane z grypą dotykają blisko 100 000 astmatyków, a miliony innych są widoczne na pogotowiu z powodu ciężkiej duszności. Zaleca się, aby astmatycy byli szczepieni między październikiem a listopadem, przed szczytem sezonu grypowego. Szczepionka przeciwko grypie działa poprzez wzmocnienie układu odpornościowego organizmu i potrzebuje około 2 tygodni, aby stać się skuteczna.

### Nowotwory
Ludzie z rakiem mają zazwyczaj nadwyrężony system odpornościowy. Ponadto wielu chorych na raka przechodzi radioterapię i stosuje silne leki immunosupresyjne, które dodatkowo tłumią zdolność organizmu do zwalczania infekcji. Każdy chory na raka jest bardzo podatny i jest narażony na komplikacje związane z grypą. Osoby z chorobą nowotworową lub przebytą chorobą nowotworową powinny otrzymać sezonową szczepionkę przeciwko grypie. Szczepienie przeciwko grypie jest również rygorystyczne dla pacjentów z rakiem płuc, ponieważ rak prowadzi do powikłań zapalenia płuc i oskrzeli. Osoby chore na raka nie powinny otrzymywać szczepionki w aerozolu do nosa. Szczepionka przeciwko grypie składa się ze zdezaktywowanych (zabitych) wirusów, a szczepionka przeciw grypie w aerozolu do nosa składa się z żywych wirusów. Szczepionka przeciwko grypie jest bezpieczniejsza dla osób z osłabionym układem odpornościowym. Osoby, które w ciągu ostatniego miesiąca poddały się leczeniu nowotworowemu, takiemu jak chemioterapia i/lub radioterapia, lub mają postać raka krwi lub chłoniaka, powinny natychmiast skontaktować się z lekarzem, jeśli podejrzewają, że mogą mieć grypę.

### HIV/AIDS
Osoby, które nabywają ludzkiego wirusa niedoboru odporności (HIV) są bardzo podatne na różne infekcje. HIV ma ogromną zdolność do niszczenia systemu odpornościowego organizmu, co czyni go podatnym nie tylko na infekcje wirusowe, ale także na zaburzenia bakteryjne, grzybicze i pierwotniacze. Osoby zakażone wirusem HIV są bardziej narażone na poważne komplikacje związane z grypą. Wiele doniesień wskazuje na to, że u osób zakażonych wirusem HIV mogą wystąpić poważne zapalenia płuc, które wymagają hospitalizacji i agresywnej antybiotykoterapii. Ponadto osoby zakażone wirusem HIV mają dłuższy sezon grypowy i są narażone na wysokie ryzyko zgonu. Wykazano, że szczepienie szczepionką przeciwko grypie pobudza układ odpornościowy i chroni przed grypą sezonową u niektórych pacjentów będących nosicielami wirusa HIV; osoby będące nosicielami wirusa powinny być szczepione wyłącznie inaktywowaną szczepionką przeciwko grypie. Każdy chory będący nosicielem wirusa HIV, który był narażony na kontakt z innymi osobami zakażonymi grypą, powinien zgłosić się do lekarza w celu ustalenia, czy istnieje zapotrzebowanie na leki przeciwwirusowe.

## Koszt
W Stanach Zjednoczonych, według szacunków z 2003 roku, koszt epidemii grypy dla gospodarki wynosi 71–167 mld dolarów rocznie